# فالنتينا سيرينا
فالنتينا سيرينا (بالإيطالية: Valentina Serena) (10 نوفمبر 1981 في إيطاليا - ) هي لاعبة كرة طائرة إيطاليا في مركز ممرر ‏. لعبت مع Igtisadchi Baku ‏.

## وصلات خارجية
- فالنتينا سيرينا على موقع الاتحاد الأوروبي (الإنجليزية)
- فالنتينا سيرينا على موقع عالم الكرة الطائرة (الإنجليزية)
- فالنتينا سيرينا على موقع دوري الدرجة الأولى الإيطالي للكرة الطائرة - سيدات (الإيطالية)